# Kamienica Gizińska w Warszawie (Rynek Starego Miasta 6)
Kamienica Gizińska, także Martensowa, Martensowska lub Wachnicowska – kamienica z pierwszej połowy XV wieku znajdująca się przy Rynku Starego Miasta 6 w Warszawie.

## Opis
Pierwotnie była to dwuokienna kamienica w stylu gotyckim. W 1607 uległa spaleniu. Odbudowano ją w stylu barokowym w 1610. Do połowy XVII wieku była własnością patrycjuszowskiej rodziny Gizów. Kolejnymi jej właścicielami byli m.in. Marcin Martenson z Bremy, Wachnic, rajca Gieler (w połowie XVIII wieku), rajca J. M. Łukaszewicz (1784–1826).
W latach 1784–1826 w budynku zlokalizowany był sklep, w którego skład wchodziła piwnica i szynk. Nad jego wejściem znajdował się napis Vinum laetificat cor et acuit ingenium czyli Wino rozwesela serce i zaostrza dowcip.
W kolejnych latach budynek był nadbudowany do pięciu kondygnacji. Dobudowano także latarnię. W 1928 r. kamienicę ozdobiono polichromią L. Ślendzińskiego. Spalona podczas powstania warszawskiego (przetrwał jedynie fragment portalu i część przyziemia). W latach 1952–1953 odbudowana według projektu T. Bursche i S. Kamińskiego.
W 1965 roku kamienica została wpisana do rejestru zabytków.

## W kulturze masowej
Front kamienicy wraz z napisem Vinum laetificat cor et acuit ingenium został uwieczniony w komedii Ja tu rządzę z 1939.